# Цибизов, Иван Андреевич
Иван Андреевич Цибизов (1915, дер. Долгово, Томская губерния, Российская империя — 8 декабря 1943, Керчь, СССР) — командир роты автоматчиков, старший лейтенант; Герой Советского Союза.

## Биография
Родился в 1915 году в деревне Долгово Алексеевской волости, Томского уезда Томской губернии (ныне — территория Тогучинского района Новосибирской области).
В Военно-Морском Флоте с 1938 года. Участник Великой Отечественной войны с 1942 года.
Участвовал в захвате плацдарма на берегу Цемесской бухты на полуострове «Малая Земля». С февраля по сентябрь 1943 года оборонял «малую землю». Освобождал Таманский полуостров. Участвовал в Керченско-Эльтигенской операции. Высадившись на Крымском берегу, заняли плацдарм 6 километров по фронту и 2 километра в глубину. Было отражено 19 атак за день.
Указом Президиума Верховного Совета СССР от 17 ноября 1943 года за образцовое выполнение боевых заданий командования и проявленные при этом отвагу и геройство Ивану Андреевичу Цибизову было присвоено звание Героя Советского Союза.
8 декабря 1943 года погиб.
Награждён орденами Ленина и Красного Знамени.